# Cârligele
Cârligele è un comune della Romania di 3 378 abitanti, ubicato nel distretto di Vrancea, nella regione storica della Muntenia. 
Il comune è formato dall'unione di 4 villaggi: Blidari, Bonțești, Cârligele, Dălhăuți.